# УРСТ Калина (Фюссен)
УРСТ «Калина» (Українське Руханково-Спортове Товариство «Калина») — українське спортивне товариство німецького містечка Фюссена.

«Калина» у Фюссені (змішаний табір Бурнетте Касерне, українців 1400, членів товариства — 130) заснована 30 листопада 1945 року. Головою був обраний Роман Галькевич, секретарем — Венгльовський.
Товариство мало секції футболу, волейболу чоловіків і жінок, баскетболу, боксу, настільного тенісу і туризму. Секції були надзвичайно рухливі та мали добрих атлетів, зокрема у волейболі чоловіків, Хома в боксі тощо. Всі секції змагалися в обласній лізі, а волейбол чоловіків виступала з успіхом на першім зональнім турнірі.
15 червня 1946 р. табір переїхав до Міттенвальду, до Ґебірґс Касерне, де на спільних зборах з УРСТ «Лев» прийнято рішення про приєднання до нього.